# Karate ai XVIII Giochi panamericani
Le competizioni di karate ai XVIII Giochi panamericani si sono svolte dal 9 all'11 agosto 2019, presso il Polideportivo Villa El Salvador di Lima, in Perù.

## Risultati

### Uomini
| Evento                      | Oro                                                  | Argento                                                      | Bronzo                                                      |  |  |  |
| Kata individuale            | Antonio Díaz Venezuela                               | Ariel Torres Gutierrez Stati Uniti                           | Mariano Wong Perù                                           |  |  |  |
| Kata individuale            | Antonio Díaz Venezuela                               | Ariel Torres Gutierrez Stati Uniti                           | Héctor Cención Panama                                       |  |  |  |
| Kata a squadre              | Perù John Trebejo Oliver del Castillo Carlos Lam     | Messico Waldo Ramírez Diego Rosales Jesús Leonardo Rodríguez | Brasile Guilherme Silva Lucas Santos Victor Mota            |  |  |  |
| Kata a squadre              | Perù John Trebejo Oliver del Castillo Carlos Lam     | Messico Waldo Ramírez Diego Rosales Jesús Leonardo Rodríguez | Argentina Martín Juiz Luca Impagnatiello Sebastián González |  |  |  |
|                             |                                                      |                                                              |                                                             |  |  |  |
| 60 kg                       | Joaquín González Cile                                | Douglas Brose Brasile                                        | Maximiliano Larrosa Uruguay                                 |  |  |  |
| 60 kg                       | Joaquín González Cile                                | Douglas Brose Brasile                                        | Jovanni Martínez Venezuela                                  |  |  |  |
| 67 kg                       | Andrés Madera Venezuela                              | Camilo Velozo Cile                                           | Deivis Ferreras Rep. Dominicana                             |  |  |  |
| 67 kg                       | Andrés Madera Venezuela                              | Camilo Velozo Cile                                           | Vinícius Figueira Brasile                                   |  |  |  |
| 75 kg                       | Thomas Scott Stati Uniti                             | Hernani Veríssimo Brasile                                    | Allan Maldonado Guatemala                                   |  |  |  |
| 75 kg                       | Thomas Scott Stati Uniti                             | Hernani Veríssimo Brasile                                    | Anderson Soriano Rep. Dominicana                            |  |  |  |
| 84 kg                       | Kamran Madani Stati Uniti Carlos Sinisterra Colombia | Alan Ever Cuevas Messico                                     | Freddy Valera Venezuela                                     |  |  |  |
| +84 kg Template:DetailsLink | Brian Irr Stati Uniti                                | Daniel Gaysinsky Canada                                      | Rodrigo Rojas Cile                                          |  |  |  |
| +84 kg Template:DetailsLink | Brian Irr Stati Uniti                                | Daniel Gaysinsky Canada                                      | Diego Lenis Colombia                                        |  |  |  |

### Donne
| Evento           | Oro                                                                | Argento                                                  | Bronzo                                                   |  |  |  |
| Kata individuale | Sakura Kokumai Stati Uniti                                         | María Dimitrova Rep. Dominicana                          | Andrea Armada Venezuela                                  |  |  |  |
| Kata individuale | Sakura Kokumai Stati Uniti                                         | María Dimitrova Rep. Dominicana                          | Ingrid Aranda Perù                                       |  |  |  |
| Kata a squadre   | Rep. Dominicana María Dimitrova Franchel Velázquez Sasha Rodríguez | Messico Cinthia de la Rúe Pamela Contreras Victoria Cruz | Brasile Carolaini Pereira Sabrina Pereira Izabel Cardoso |  |  |  |
| Kata a squadre   | Rep. Dominicana María Dimitrova Franchel Velázquez Sasha Rodríguez | Messico Cinthia de la Rúe Pamela Contreras Victoria Cruz | Perù Saida Salcedo Sol Romani Rosa Almarza               |  |  |  |
|                  |                                                                    |                                                          |                                                          |  |  |  |
| 50 kg            | Shannon Nishi Stati Uniti                                          | Alicia Hernández Messico                                 | Cheili González Guatemala                                |  |  |  |
| 50 kg            | Shannon Nishi Stati Uniti                                          | Alicia Hernández Messico                                 | Jéssica de Paula Brasile                                 |  |  |  |
| 55 kg            | Valéria Kumizaki Brasile                                           | Kathryn Campbell Canada                                  | Baurelys Torres Cuba                                     |  |  |  |
| 55 kg            | Valéria Kumizaki Brasile                                           | Kathryn Campbell Canada                                  | Paula Flores Messico                                     |  |  |  |
| 61 kg            | Alexandra Grande Perù                                              | Claudymar Garcés Venezuela                               | Karina Díaz Rep. Dominicana                              |  |  |  |
| 61 kg            | Alexandra Grande Perù                                              | Claudymar Garcés Venezuela                               | Xhunashi Caballero Messico                               |  |  |  |
| 68 kg            | Tanya Rodríguez Rep. Dominicana                                    | Susana Li Cile                                           | Wendy Mosquera Colombia                                  |  |  |  |
| 68 kg            | Tanya Rodríguez Rep. Dominicana                                    | Susana Li Cile                                           | Marianth Cuervo Venezuela                                |  |  |  |
| +68 kg           | Pamela Rodríguez Rep. Dominicana                                   | Omaira Molina Venezuela                                  | Cirrus Lingl Stati Uniti                                 |  |  |  |
| +68 kg           | Pamela Rodríguez Rep. Dominicana                                   | Omaira Molina Venezuela                                  | Isabel Aco Perù                                          |  |  |  |

## Medagliere
| Posiz. | Nazione         | Oro | Argento | Bronzo | Totale |
| ------ | --------------- | --- | ------- | ------ | ------ |
| 1      | Stati Uniti     | 5   | 1       | 1      | 7      |
| 2      | Rep. Dominicana | 3   | 1       | 3      | 7      |
| 3      | Venezuela       | 2   | 2       | 5      | 9      |
| 4      | Perù            | 2   | 0       | 4      | 6      |
| 5      | Brasile         | 1   | 2       | 4      | 7      |
| 6      | Cile            | 1   | 2       | 1      | 4      |
| 7      | Messico         | 0   | 4       | 2      | 6      |
| 8      | Canada          | 0   | 2       | 0      | 2      |
| 9      | Colombia        | 0   | 0       | 2      | 2      |
| 9      | Guatemala       | 0   | 0       | 2      | 2      |
| 11     | Argentina       | 0   | 0       | 1      | 1      |
| 11     | Cuba            | 0   | 0       | 1      | 1      |
| 11     | Panama          | 0   | 0       | 1      | 1      |
| 11     | Uruguay         | 0   | 0       | 1      | 1      |
| Totale | Totale          | 14  | 14      | 27     | 55     |